# ベティ・フリーダン
ベティ・フリーダン (Betty Friedan、1921年2月4日 - 2006年2月4日) は、アメリカ合衆国のフェミニスト、ジャーナリスト、作家。1963年に出版された著書『女らしさの神話』（邦題『新しい女性の創造』）が大きな反響を呼び、米国における第二波フェミニズム（ウーマンリブ運動）の引き金となった。1966年、全米女性組織(NOW) を設立し会長に就任。政府に女性の地位向上、雇用機会、賃金、昇進をめぐる男女差別の解消、人工妊娠中絶の自由化などを呼びかけた。

## 背景
ベティ・フリーダンは1921年2月4日、ベティ・ナオミ・ゴールドスタインとしてイリノイ州ピオリアに生まれた。父ハリー・ゴールドスタインはロシア系ユダヤ人移民で、街角の小さなボタン屋を繁華街の大宝石店にまで発展させた実業家であった。母ミリアムは地方紙の女性欄担当の編集委員であったが、結婚して家庭に入った。フリーダンは後に、母はいつも冷淡で批判的な態度を取っていたが、これは好きな仕事を辞めざるを得なかった辛さを隠すためだったのだろうと分析している。

## 経歴
マサチューセッツ州の名門女子大学スミス・カレッジで心理学を専攻し、1942年にスンマ・クム・ラウデ（最優等）で卒業した。さらに、カリフォルニア大学バークレー校大学院のフェローシップ（研究奨学金）を受け、発達心理学者・精神分析家でアイデンティティの概念を提唱したエリク・エリクソンに師事し、心理学の研究を続けた。この後、さらにもう一度フェローシップを受けたため、博士課程に進むつもりであったが、当時付き合っていた物理学専攻の男性に反対されて諦めた。フリーダンはこのことを後のインタビューで繰り返し語っている。
学業を断念し、いったん故郷のピオリアに戻った後、今度はニューヨーク市マンハッタン区のグリニッジ・ヴィレッジに住み、労働関連の新聞にニュースを提供する左派の『フェデレイティッド・プレス（連合通信社）』で編集委員を務めた。1946年には全米電気無線機械労働組合の週刊紙『U.E. ニュース』の記者の仕事を得た。1947年、26歳で舞台演出家のカール・フリーダンと結婚し、ニューヨークシティの郊外、ロックランド郡に居を構えた。二人は三子をもうけたが、フリーダンは第二子の出産で退職。以後、フリーランス・ライターとしてさまざまな雑誌に記事を投稿した（1969年に離婚）。

## 活動・業績

### 女らしさの神話
フリーダンは同窓会で15年ぶりに会った同窓生のほとんどが、自分と同じように郊外に住む専業主婦で、しかも自分が置かれている状況に不満を感じていることを知った。これがきっかけとなって、以後5年間、フリーダンは歴史学、心理学、社会学、経済学を学び、米国各地の多くの女性たちに取材した。この結果、1920年代から30年代にかけて高等教育を受け、それぞれの分野でキャリアを築こうとしていた女性の多くが、いつの間にか家庭に入り、みな同じ郊外に住む中産階級の専業主婦に変貌していること、しかも、受けた教育や能力を活かすことができないまま、経済的にも精神的にも夫に依存し、社会によって課された主婦・妻・母としての「女の役割」を演じることにむなしさや不安、不満を感じていることが明らかになった。フリーダンは、この機会、他者承認、自己実現などに対するあこがれを「名前のない問題」と名付け、1963年、研究・調査結果をまとめた『女らしさの神話』（原題：”The Feminie Mystique"）（邦題『新しい女性の創造』）を発表。「女らしさ」という既成概念（神話）とその欺瞞を暴き、女性たちに家庭以外に自己実現の場や生きがいを求めるよう促した。
批評家は賛否両論で、シモーヌ・ド・ボーヴォワールの『第二の性』に多くを負いながら、明確な言及がないなどの批判もあったものの、全米で大きな反響を呼び、ベストセラーとなり、多くの言語に翻訳された。2000年までの売上部数は300万部に達している。邦訳も1965年に出版され、その後、1986年に増補版、2004年に改訂版が出された。

### 全米女性機構 - ウーマンリブ運動
『女らしさの神話』は米国において19世紀末の女性参政権運動に匹敵するウーマンリブ運動（第二波フェミニズム）の引き金となり、1966年、フリーダンは女性の地位に関する第3回全米委員会会議において他の27人の女性たちと共に全米女性機構 (NOW) を設立。初代会長に就任し、政府に女性の権利・地位向上、雇用機会、賃金、昇進に関する男女差別の解消、人工妊娠中絶の自由化などを呼びかけた。全米女性機構は「驚異的人数の会員を獲得し」、1973年には約600の支部、24の全国的な対策委員会が設置された。
全米女性機構の活動で、当時、最も大々的に取り上げられたのが、1970年8月26日に女性参政権獲得50年を記念してニューヨーク市および全米各都市で一斉に行われた「平等を目指す女性たちのストライキ」である。ニューヨーク市ではマンハッタン区5番街でフリーダンを先頭に数万人の女性たちが、「今夜は夕食を作らない、夫に餌を与えない」、「鉄は熱いうちに打て (Strike while the iron is hot)」をもじった「ストライキが熱いうちはアイロンをかけるな (Don't Iron while the Strike Is Hot)」などのスローガンを掲げてデモ行進を行った。最後にブライアント・パークに結集し、フリーダン、グロリア・スタイネム、ベラ・アバグ、ケイト・ミレットらが演説を行った。
1971年10月6日には、フリーダン、スタイネム、アバク、シャーリー・チザム、ファニー・ルー・ヘイマーらを中心に全米から320人の女性たちがワシントン D.C.に集まり、全米女性政治連盟(NWPC) が結成された。これは女性の公職選任の推進を目的とする組織で、フリーダンは演説で、「コーヒーを淹れるためではなく、政策を作るために結成されたのである」と語った。また、1973年には大手モデル事務所「フォード・モデル」の創設者アイリーン・フォードらの実業家、政治家と共に「初の女性銀行・信託会社」を設立し（失敗に終わり、現在では事業を行っていない）、男女平等憲法修正条項 (ERA) ― 男女差別を禁じる憲法修正27条案 ― の可決のために活発な運動を展開した（1972年に連邦議会で可決されたが、1982年に成立に必要なだけの州議会の批准を得られず不成立）。

## 批判
フリーダンはこの間の活動を振り返って、1976年に『女の新世紀へ ― アメリカ女性運動の記録』および1981年に『セカンド・ステージ』を発表した。しかし、とりわけ、『セカンド・ステージ』では「家族の再建」を提起したため、ラディカル・フェミニストやレズビアンらから批判され、フェミニズム運動から一定の距離を置くようになった。実際、当初は上記の活動の一環として、人工妊娠中絶の合法化を求める「中絶禁止法廃止を求める全米協会」の設立に参加したものの、後に中絶合法化を中心に据えたラディカル・フェミニストの活動を批判するようになり、レズビアニズムについては当初から消極的であったため、フリーダンは白人中産階級の異性愛・既婚女性のみを対象とし、有色人種・貧困層・レズビアンの女性を無視していると批判された。ダイアン・ロング・ホーヴェラーは『フェミニズム歴史事典』の序文で、フリーダンは「アメリカ社会に家父長的制度が存在することを決して認めようとはしなかったし、女性が階級として男性から抑圧されていることも決して主張しようとはしなかった」と述べている。
1980年に来日し、講演を行った。翌81年に来日を記念して国際女性学会編『家庭の構造 ― 男と女、対立から協調へ』が出版された。
スミス・カレッジ、ニューヨーク州立大学ストーニーブルック校、ブラッドリー大学およびコロンビア大学から名誉博士号を受けた。
2006年2月4日、85歳の誕生日にうっ血性心不全で死去した。

## 賞と栄誉
- 1975年　スミス大学名誉博士号[10]
- 1975年　ヒューマニスト・オブ・ザ・イヤー　アメリカ人道主義協会[11][12]
- 1979年　モート・ワイジンガー賞 (Mort Weisinger Award)　アメリカジャーナリスト・作家協会[13]
- 1981年から1983年、Bonnie Tiburziは、Wings Clubのために、フリーダンを含む特定の女性を称える昼食会「Women of Acomplishment」を3度開催した[14]。（Bonnie Tiburziは、アメリカの大手民間航空会社の最初の女性パイロットであり、ターボジェット機でフライトエンジニアの評価を得た世界初の女性である。）
- 1985年　ニューヨーク州立大学ストーニーブルック校名誉博士号[15]
- 1989年　エレノア・ルーズベルト・リーダーシップ賞[13]
- 1991年　ブラッドリー大学名誉博士号[16]
- 1993年　全米女性の殿堂入り[17]
- 1994年　コロンビア大学名誉博士号[18]
- 2014年　グラマー誌の「過去75年間で最も重要な75人の女性」の一人として選出[19]

## 著書
- The Feminine Mystique (1963)
  - 『新しい女性の創造』(三浦富美子訳, 大和書房, 初版 1965, 増補版 1986, 改訂版 2004) ISBN 978-4479880158
  - 『女らしさの神話』（荻野美穂訳、岩波書店<岩波文庫>、全2巻 2024）ISBN 978-4003423417（上）/ISBN 978-4003423424（下）
- It Changed My Life: Writings on the Women's Movement (1976)
  - 『女の新世紀へ ― アメリカ女性運動の記録 (上)』(渥美育子訳, ジャパン・パブリッシャーズ, 1979)
- The Second Stage (1981)
  - 『セカンド・ステージ ― 新しい家族の創造』(下村満子訳, 集英社, 1984) ISBN 978-4087730562
- The Fountain of Age (1993)
  - 『老いの泉』(上下2巻, 山本博子, 寺沢恵美子訳, 西村書店, 1995) ISBN 978-4890135417 , ISBN 978-4890135424
- Beyond Gender (1997)
  - 『ビヨンド・ジェンダー ― 仕事と家族の新しい政治学』(女性労働問題研究会・労働と福祉部会訳, 杉本貴代栄 解説, 青木書店, 2003)
- Life So Far (これまでの人生) (2000) ISBN 978-4250203237

その他
- 国際女性学会編『家庭の構造 ― 男と女、対立から協調へ』(べティ・フリーダン来日記念出版, PHP研究所, 1981)
- ベティ・フリーダン, アルバー・スバンボーグ著『プロダクティブ・エイジング ― 高齢者は未来を切り開く』(岡本祐三訳, 日本評論社, 1998) ISBN 978-4535560833

## 参考資料
- Betty Friedan, Who Ignited Cause in 'Feminine Mystique,' Dies at 85 (The New York Times)
- Betty Friedan - AMERICAN AUTHOR AND FEMINIST (Encyclopedia Britannica)